# 汝溪镇
汝溪镇，是中华人民共和国重庆市忠县下辖的一个乡镇级行政单位。

## 行政区划
汝溪镇下辖以下地区：
镇江社区、溪沟社区、龙湾村、七树村、三河村、锁口村、白庙村、老林村、团堡村、马河村、长安村、九亭村、安全村和南垭村。